# Ematurga atomaria
Ematurga atomaria là một loài bướm đêm trong họ Geometridae.

## Hình ảnh

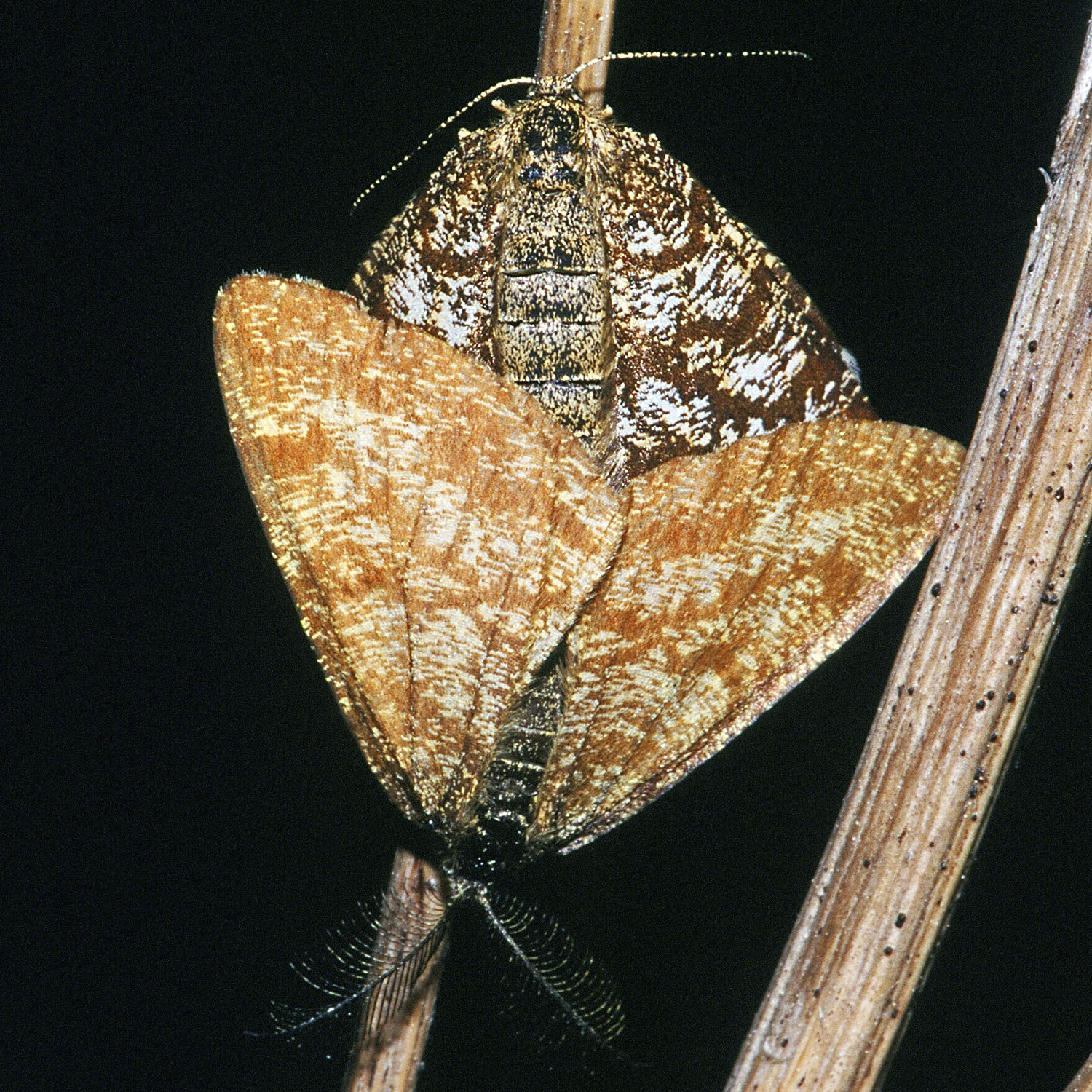
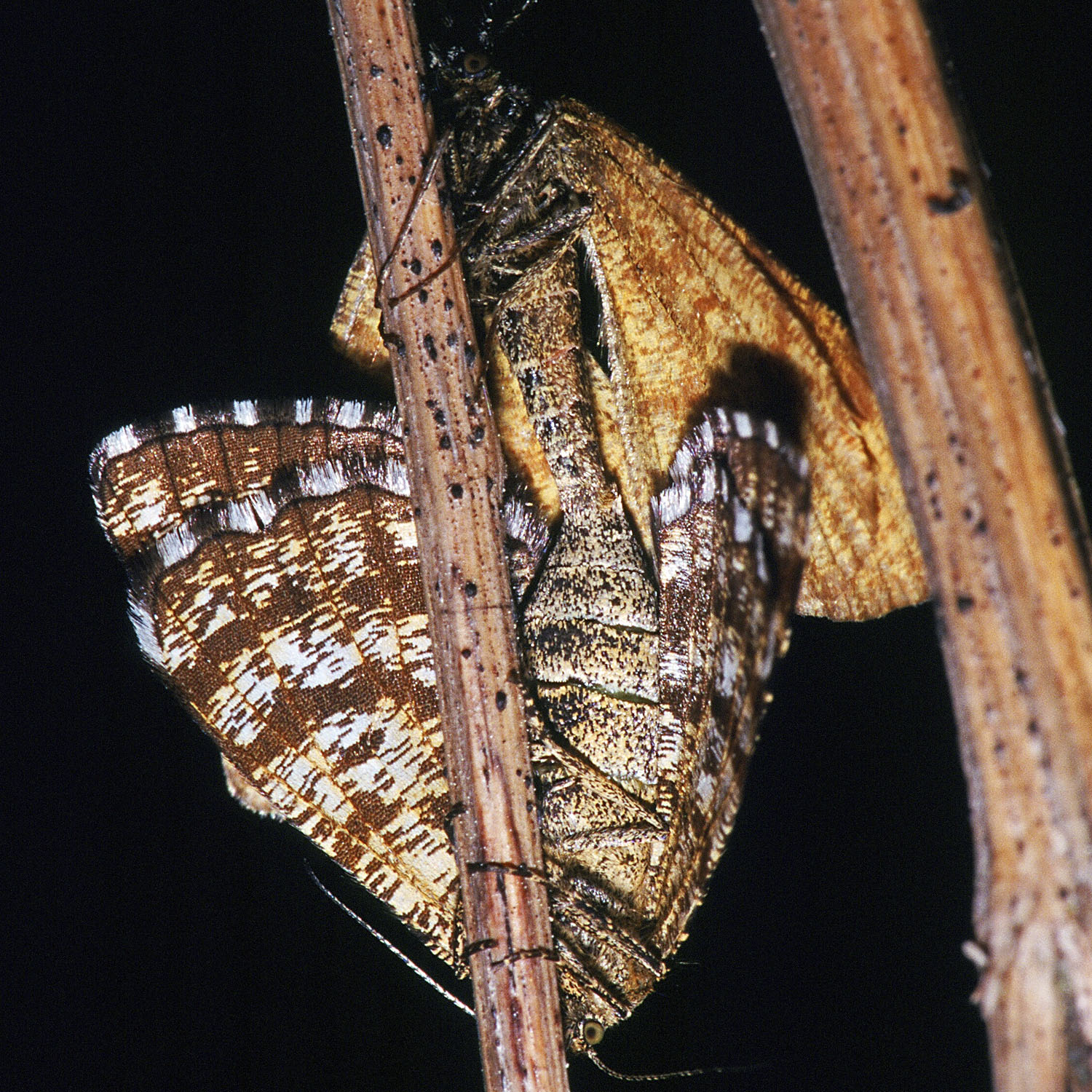
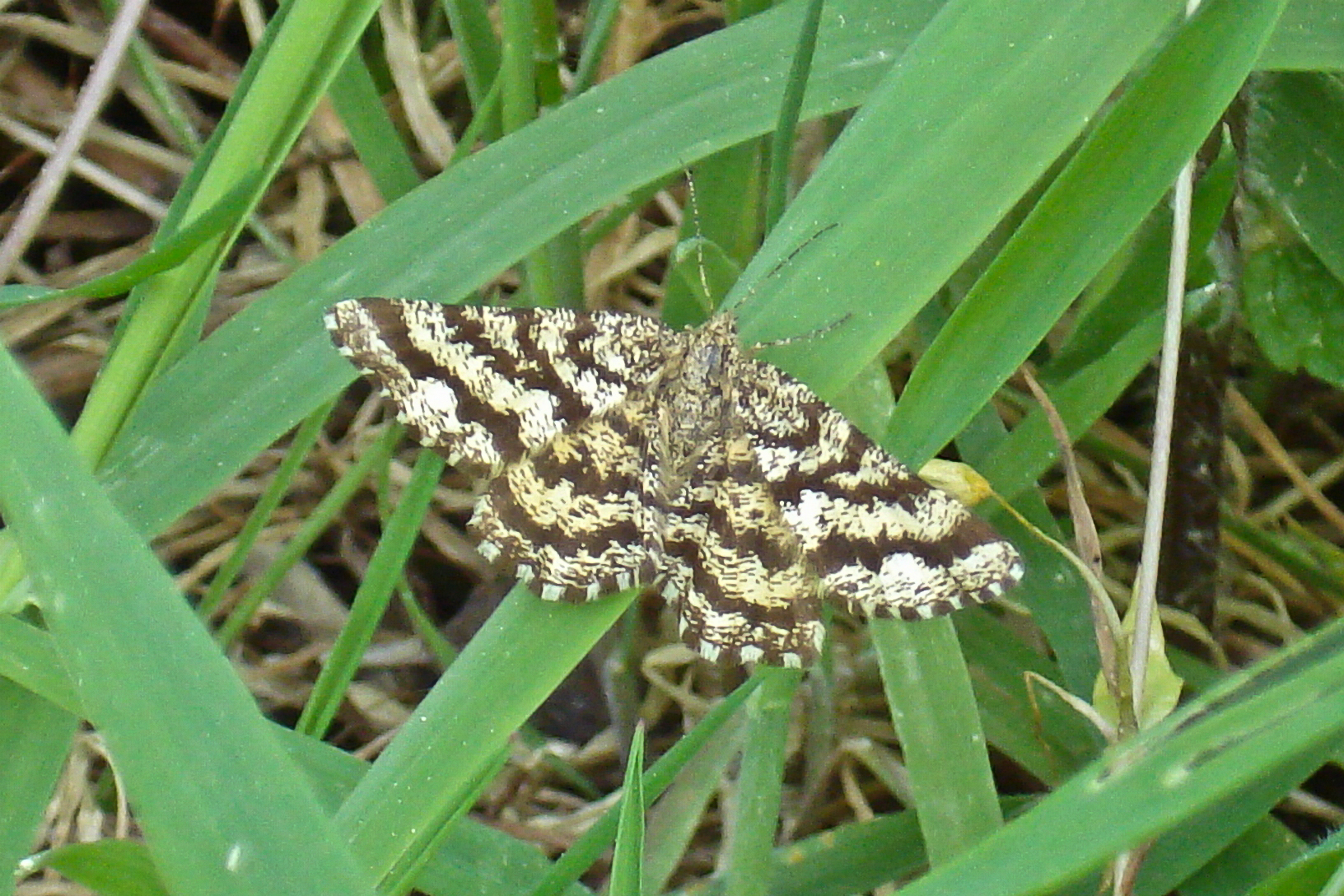
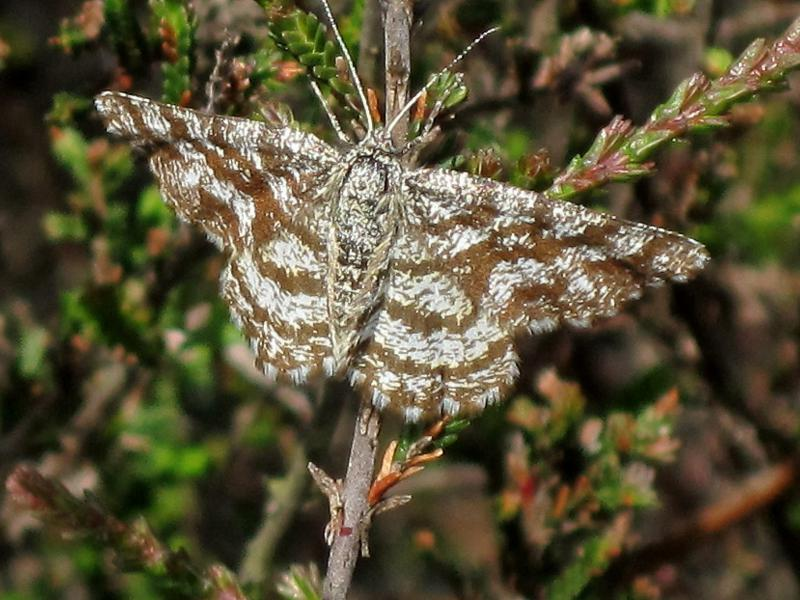